# 槇島城
槇島城（まきしまじょう）は、京都府宇治市槇島町にあった日本の城。槙島城とも表記される。

## 概要

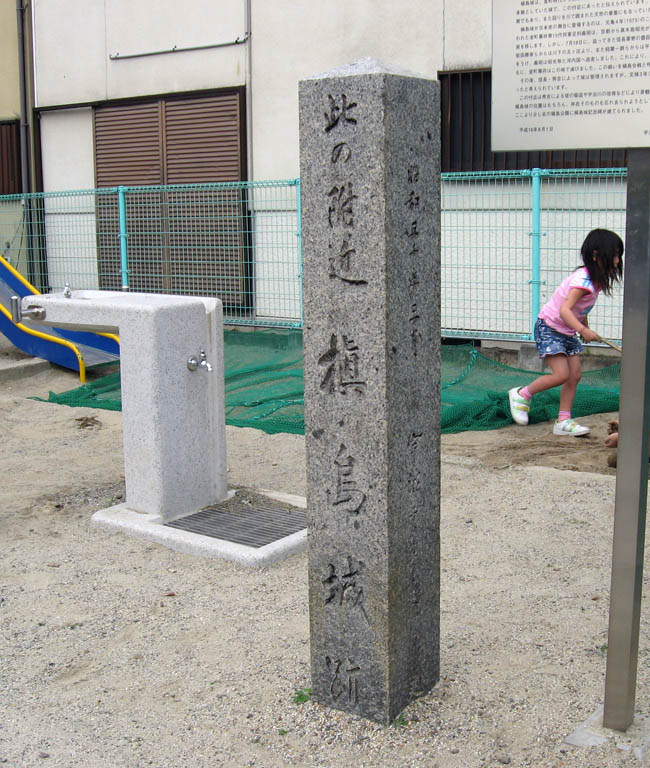
子供が遊ぶ公園内にひっそりと佇む槇島城跡の石碑

かつて南山城宇治近縁には巨椋池という巨大な池沼が存在し、槇島はそこに浮かぶ島であった。この地には真木島氏（槇島氏、槇嶋氏、真木嶋氏、牧島氏など様々な表記あり）という豪族が根を張り、城郭を築いていた。それが槇島城である。
元亀4年（1573年）7月3日、時の公方・足利義昭は織田信長に対して兵を挙げ、幕府奉公衆であった真木島昭光を頼り、槇島城へ籠城した。だが、信長は即座に入洛し、城を包囲して義昭を屈服させた（槇島城の戦い）。
その後、義昭は河内若江城へ退去させられ、室町幕府は事実上滅んだ。義昭退去後、細川昭元や塙直政、井戸良弘らが城将となったが、伏見城築城後はその戦略的価値を低下させ、廃城となった。

## 遺構
現在は完全に失われており、石碑を残すのみである。

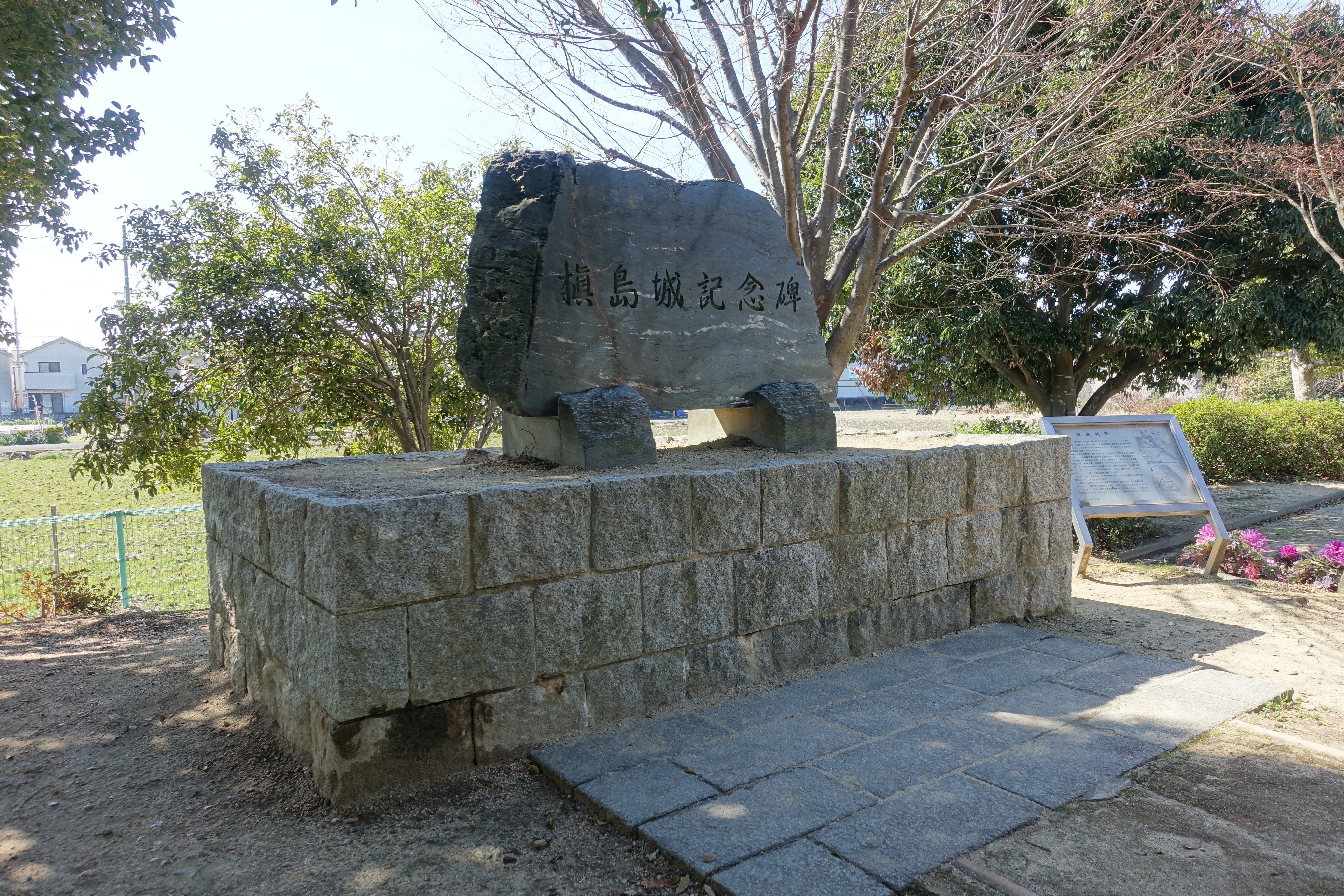
槙島城跡近辺の公園内にある槙島城記念碑
「古城を偲ぶ」槇島城顕彰会 2004/08/01

## 所在
- 京都府宇治市槇島町大幡（おおはた）

## アクセス
- 最寄り駅 - 宇治駅（JR西日本）